# Tomoaki Seino
Tomoaki Seino (Niigata, 29 september 1981) is een voormalig Japans voetballer.

## Carrière
Tomoaki Seino speelde tussen 2000 en 2009 voor Júbilo Iwata, Shizuoka FC, Consadole Sapporo en Convoy Sun Hei.